# Công ty Trách nhiệm hữu hạn Cổ phần Cao su Chánh Tân
Công ty Trách nhiệm hữu hạn Cổ phần Cao su Chánh Tân (tiếng Trung: 正新橡膠工業股份有限公司; bính âm: Zhèngxīn Xiàngjiāo Gōngyè Gǔfèn Yǒuxiàn Gōngsī), hay còn gọi là Maxxis, là công ty lốp lớn thứ 9 trên thế giới. Công ty do tỷ phú La Kết thành lập năm 1967, tại trấn Viên Lâm, huyện Chương Hóa, Đài Loan. Hãng lốp Maxxis Tyres cùng các sản phẩm lốp của CST (Cheng Shin Tire) là chi nhánh được sở hữu 100% bởi công ty Chánh Tân.

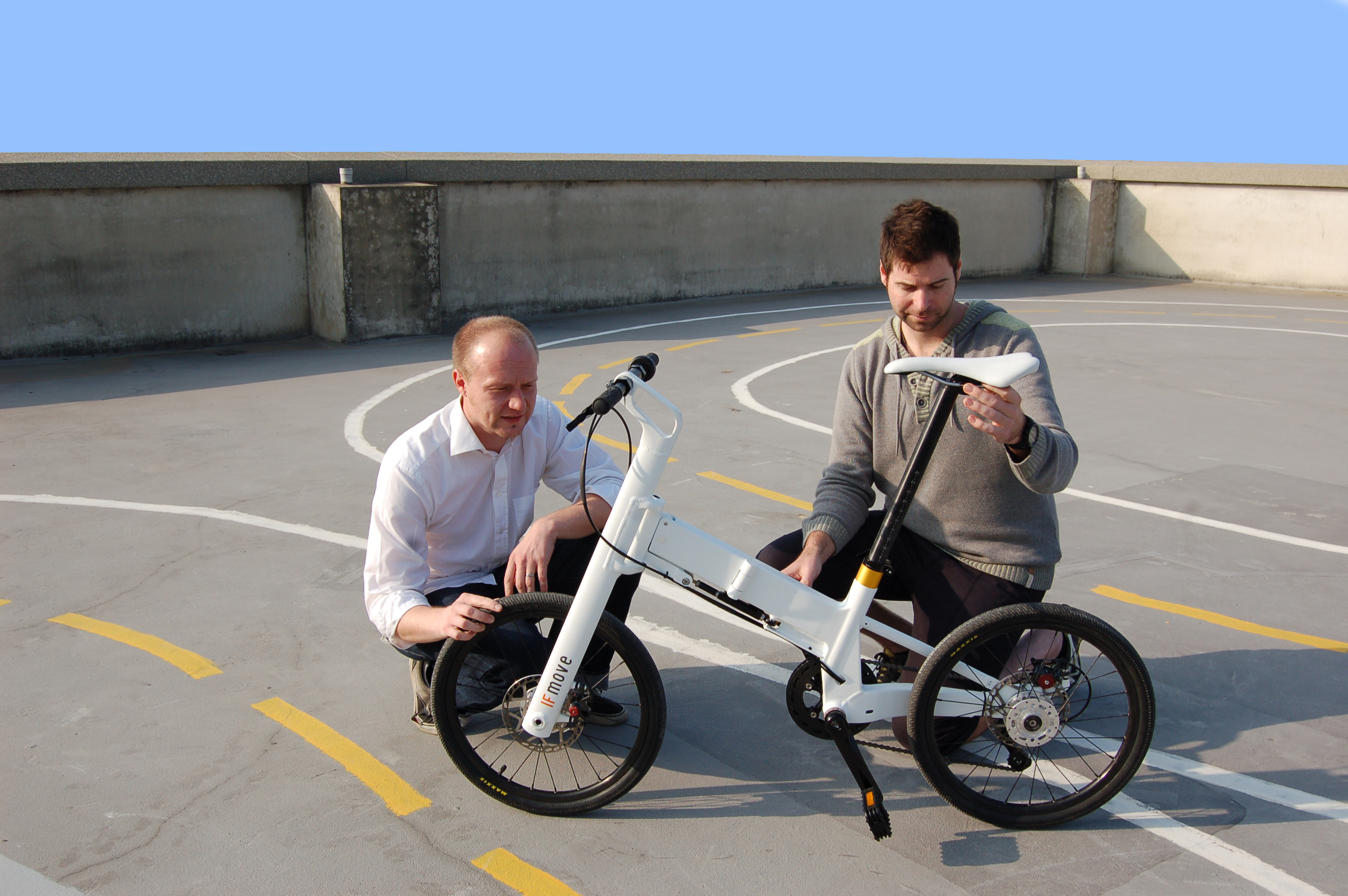
Sản phẩm lốp Maxxis được sử dụng trong một chiếc xe đạp của Đài Loan.

Công ty khởi đầu là một nhà sản xuất lốp xe đạp và kể từ đó mở rộng sang các dạng lốp khác, bao gồm cả lốp dành cho các loại xe gắn động cơ. Năm 2015, Chánh Tân có doanh thu toàn cầu đạt trên 3,85 tỷ đô la Mỹ.